# Nazionale maschile di hockey su pista di Andorra
La nazionale di hockey su pista di Andorra è la selezione maschile di hockey su pista che rappresenta Andorra in ambito internazionale.

## Palmarès
- 2 Campionati del Mondo "B" (1992; 2002).